# São Roque do Pico
São Roque do Pico là một huyện thuộc Vùng tự trị Açores, Bồ Đào Nha. Huyện này có diện tích 142 km², dân số thời điểm năm 2001 là 3629 người.